# Byczki (sielsowiet baninski)
Byczki (ros. Бычки) – wieś (ros. село, trb. sieło) w zachodniej Rosji, w sielsowiecie baninskim rejonu fatieżskiego w obwodzie kurskim.

## Geografia
Miejscowość położona jest nad Rżawcem (dopływ Krasawki w dorzeczu Swapy), 5 km od centrum administracyjnego sielsowietu (Czermosznoj), 9 km na północny zachód od centrum administracyjnego rejonu (Fatież), 54 km na północny zachód od Kurska, 0,5 km od drogi magistralnej (federalnego znaczenia) M2 «Krym» (część trasy europejskiej E105).
We wsi znajduje się 110 posesji.
Klimat
Miejscowość, jak i cały rejon, znajduje się w strefie klimatu kontynentalnego z łagodnym ciepłym latem i równomiernie rozłożonymi opadami rocznymi (Dfb w klasyfikacji klimatów Köppena).

## Demografia
W 2010 r. wieś zamieszkiwało 175 osób.